# Mas'ud II.
Mas'ud II. (غياث الدين مسعود بن كيكاوس, Ghīyāth al-Dīn Mas'ūd bin Kaykā'ūs; türkisch II. Gıyaseddin Mesud) war ein seldschukischer Sultan von Rum, der zwischen 1282 und 1307 mehrmals den Thron bestieg.
Mas'ud II. war der älteste Sohn von Kai Kaus II. und hatte als Vasall der Ilchane keine wirkliche Macht. Über sein Schicksal nach dem Jahre 1307 ist nichts bekannt. Mas'ud II. verbrachte wie ein Teil der Sultanfamilie seine Jugend im Exil auf der Krim und in Konstantinopel. 1280 kehrt er nach Anatolien zurück und erhob Anspruch auf den Thron. 1282 hatte der Führer der Ilchane Tekuder den Sultan Kai Chosrau III. hinrichten lassen und ernannte Mas'ud II. zum Sultan. Tekuders Nachfolger Arghun teilte das Sultanat von Rum in zwei Teile und gab den westlichen Teil samt der Hauptstadt Konya den zwei Söhnen des ehemaligen Sultans. Mas'ud II. jedoch fiel 1286 in den westlichen Teil ein und entmachtete die Söhne des Kai Chosraus III.
Mas'ud II. hatte in Anatolien mit der Konkurrenz der neuen und immer stärker werdenden Beyliks zu tun. Gegen diese Beyliks zog Mas'ud II. mit Erlaubnis der Ilchane und mit mongolischen Truppen. Eines dieser Beyliks waren die Germiyan, die eine Generation vorher von den Seldschuken im Südwesten Anatoliens angesiedelt worden waren. Ziel dieser Politik war es die potentiell gefährlichen Nomaden zu kontrollieren. 1286 zog Mas'ud II. gegen die Germiyan, dabei wurde er vom ilchanischen Wesir Fakhr al-Din Ali unterstützt. Trotz einiger kleinerer Siege, konnte Mas'ud II. die mobilen Germiyan nicht stellen und ganz besiegen. Andere Expeditionen waren gegen die Beyliks von Karaman und gegen die Esrefiden gerichtet.
Mas'ud II. wurde in Intrigen gegen den fernen Herrscher der Ilchane Ghazan Ilchan verwickelt, so dass er daraufhin vom Thron abgesetzt und durch seinen Neffen Kai Kobad III. ersetzt worden war. Er musste Konya verlassen und nach Täbriz der Hauptstadt der Ilchane gehen. Kai Kobad III. wurde später selber Teil einer Intrige und wurde von Sultan Ghazan Ilchan zum Tode verurteilt, aber dann verschont und nach Isfahan verbannt. 1303 konnte Mas'ud II. wieder Sultan werden. Das Sultanat wurde mit der Zeit immer schwächer und hörte nach 1307 auf zu existieren.